# Revolução de Saur
A Revolução de Saur (Persa: انقلاب ثور) foi a tomada do poder político, no Afeganistão, pelos comunistas do Partido Democrático do Povo do Afeganistão (PDPA), em 27 de abril de 1978. Saur é o segundo mês do calendário persa, em dari (o mês em que a revolução ocorreu).

## Antecedentes
Em 17 de abril de 1978, um membro proeminente do grupo político Parcham, ligado ao PDPA, Mir Akbar Khyber (ou "Kaibar"), foi morto. Embora o governo emitisse um comunicado lamentando o fato, Nur Mohammad Taraki, do PDPA, afirmou que o próprio governo era responsável pelo assassinato de Khyber, crença partilhada por grande parte da intelectualidade de Cabul. Líderes do PDPA aparentemente temiam que Mohammed Daoud Khan estivesse planejando exterminá-los.
Durante as cerimônias fúnebres de Khyber, um protesto contra o governo ocorreu logo em seguida, e os líderes do PDPA, incluindo Babrak Karmal, foram, em sua maioria, presos. Hafizullah Amin, no entanto, foi colocado em prisão domiciliária, o que lhe deu oportunidade para ordenar uma revolta, que vinha sendo urdida por mais de dois anos. Amin, sem ter a autoridade, instruiu os oficiais do exército da Khalq a derrubar o governo.

## A revolução
O regime do presidente Mohammad Daoud Khan, uma república declarada após a derrubada da monarquia, chegou ao fim na madrugada do dia 28 de abril de 1978, quando as unidades militares leais ao Khalq, grupo político ligado ao PDPA invadiram o Palácio Arg, no coração de Cabul. A revolução foi estrategicamente planejado para esta data porque era uma sexta-feira, dia de adoração muçulmana, religião predominante no país, quando a maioria dos militares e funcionários do governo não trabalha. Com a ajuda da força aérea militar do Afeganistão, as tropas insurgentes superaram a resistência da Guarda Presidencial. Daoud e a maioria dos membros de sua família foram mortos.

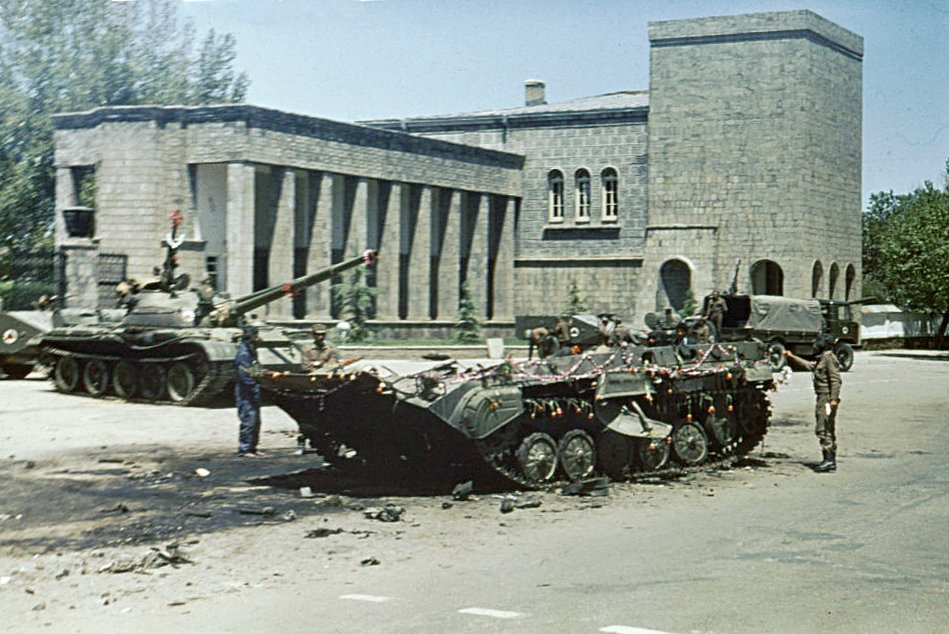
O dia após a Revolução de Saur em Cabul

## Novo governo
O PDPA, dividido entre os grupos Khalq e Parcham, sucedeu ao regime de Daoud, formando um novo governo sob a liderança de Nur Muhammad Taraki. Em Cabul, o gabinete inicial parecia ter sido cuidadosamente construído de modo a atribuir os cargos de maneira alternada, aos Khalqis e aos Parchamis. Assim, Taraki (Khalqi) era o primeiro-ministro, Karmal (Parchami) era o vice-primeiro-ministro, e Hafizullah Amin (Khalqi) era o Ministro das Relações Exteriores.
Uma vez no poder, o partido implementou uma agenda comunista. Proclamou um estado ateísta em um país majoritariamente muçulmano e empreendeu uma reforma agrária mal planejada, que não foi bem recebida pelos afegãos.
Os novos governantes também proibiram a usura, fizeram várias declarações sobre direitos das mulheres, igualdade entre os sexos e introduziram as mulheres na vida política. Parte da população nas cidades, incluindo Cabul, viu a alteração de forma positiva ou ambivalente em relação a essas políticas. No entanto, a natureza secular do governo tornou-se impopular entre os afegãos, em sua maioria muçulmanos tradicionais que não tiveram qualquer participação ou envolvimento na revolução. A oposição tornou-se particularmente pronunciada após a ocupação da União Soviética do país no final de dezembro de 1979. Havia o temor de que o governo pró-soviético estivesse em perigo e pudesse ser derrubado por forças mujahidin. Outra interpretação é a de que a revolução era apenas uma etapa da iminente invasão soviética.
Os Estados Unidos viram na situação uma oportunidade privilegiada para enfraquecer a União Soviética, e o movimento essencialmente sinalizou o fim da Era de Distensão, iniciada pelo ex-secretário de Estado Henry Kissinger. Em 1978, os Estados Unidos começaram então a treinar insurgentes e dirigir transmissões de propaganda para Afeganistão a partir do Paquistão. Em seguida, no início de 1979, os oficiais de serviço diplomático norte-americano começaram a reunir líderes insurgentes estrangeiros para determinar as suas necessidades. De acordo com o então Secretário de Estado dos EUA, Zbigniew Brzezinski, a ajuda da CIA aos insurgentes no Afeganistão foi aprovada em julho de 1979, seis meses antes da invasão soviética. Brzezinski afirmou que a ajuda aos insurgentes, iniciada sob a administração de Jimmy Carter, tinha a intenção de provocar a intervenção soviética e foi significativamente impulsionada sob a administração de Ronald Reagan, que estava empenhado em reverter a influência soviética no Terceiro Mundo. A insurgência, apesar de tecnologicamente muito inferior ao exército vermelho, foi bem sucedida e a derrota da União Soviética enfraqueceu ainda mais o já combalido governo soviético.